# Metodo di Muller
Il metodo di Muller è una generalizzazione del metodo delle secanti per trovare lo zero di una funzione. 
Nel metodo di Muller si utilizza un polinomio di secondo grado per interpolare la funzione.